# Paradosso della parsimonia
Il paradosso della parsimonia è quel fenomeno che consiste nel fatto che se, in una nazione, ciascun individuo cerca di risparmiare di più, a livello aggregato il risparmio totale può rimanere invariato.

Le ragioni di tale paradosso sono:
- contrazione del reddito
- sottrazione di risorse al sistema economico
- maggior risparmio delle famiglie nei periodi della recessione, nei quali invece sarebbe più opportuno aumentare la spesa.

Il risparmio aggregato è determinato dall'investimento aggregato (L'ente decide le quantità da investire del suo reddito e la quota restante consisterà nei risparmi) andando ad aumentare il reddito nel breve periodo. 
Questo comporta però, nel lungo periodo, una diminuzione di denaro circolante che andrà a ferire l'economia, abbassando gli investimenti.
Si può riassumere la situazione dicendo che nel lungo periodo, più le famiglie risparmiano e più il reddito di equilibrio diminuisce.

## Spiegazione del paradosso della parsimonia
Partiamo da:
(Y) Reddito nazionale Entrate totali o entrate totali di tutte le entità economiche
(Y) = Consumi (C) + Investimenti (I) + Spesa pubblica (G) + Esportazioni (X) - Importazioni (IM)
Reddito familiare = consumo (C) + risparmio (S) 
La spiegazione del paradosso è dovuta al fatto che il reddito totale della popolazione (Y) è uguale alla somma del reddito dei suoi individui.
Dato che il reddito personale può essere utilizzato per il consumo o il risparmio e che il consumo costituisce una parte essenziale della domanda aggregata - che finanzia il reddito globale attraverso reddito e salari - se la percentuale di risparmio aumenta, il consumo diminuirà logicamente, che ridurrà ulteriormente la domanda aggregata e, di conseguenza, il reddito globale, che provocherà una riduzione del reddito personale. 
Quando il reddito personale o il reddito diminuiscono, ogni individuo dovrà dedicare una maggiore percentuale del proprio reddito al risparmio al fine di continuare a salvare lo stesso in termini assoluti. Ciò ridurrà ulteriormente il loro consumo (già ridotto dalla caduta del reddito) in modo che il reddito sia ancora più basso e così via, al punto che alcuni o molti dovranno utilizzare i propri risparmi per coprire la riduzione del reddito.
Il reddito delle famiglie dipende positivamente dal reddito totale di tutte le entità economiche.
Dobbiamo ricordare che il reddito delle persone fisiche è dedicato a due scopi: consumo e risparmio. 
Se il risparmio aumenta, il consumo deve necessariamente diminuire. Poiché il consumo è inferiore, anche il reddito aggregato (Y) è ridotto, il che implica che quello degli individui e/o delle famiglie è inferiore. Tuttavia, affinché il livello di risparmio (S) sia costante, il consumo (C) deve essere ancora più piccolo e così via, che alla fine porta a una contrazione della produzione e una concomitante riduzione dell'occupazione, che a sua volta costringerà un settore in crescita della popolazione a dipendere dai loro risparmi per il consumo di base. Pertanto, un atteggiamento generalmente visto come positivo - un maggiore desiderio di risparmio - può portare a consumi inferiori al punto che, paradossalmente, si trasforma, in termini assoluti, in meno risparmi.
È interessante notare che una delle condizioni perché gli effetti di questo fenomeno siano quelli descritti è che stiamo affrontando una recessione.
In una recessione, la variabile più volatile e interessata è l'investimento aziendale.
Il calo dei consumi delle famiglie, generato dall'aumento dei risparmi, in tali condizioni è accompagnato da una diminuzione degli investimenti delle imprese, motivata da scarse prospettive economiche, che è ciò che alla fine impedisce agli anziani di consumare.
I risparmi familiari possono essere passati al flusso di spesa attraverso il sistema finanziario, diventando investimenti a breve termine, compensando il calo dei consumi in quel flusso.